# Chrysler B-70
Der Chrysler B-70 war ein US-amerikanischer PKW, der erste Wagen, den die Firma Chrysler in Detroit im Januar 1924 vorstellte. Der Wagen ersetzte die Modelle von Maxwell-Chalmers, die Firma, welche Walter P. Chrysler vorher saniert hatte.

## Modellgeschichte
Zuvor hatte er die Rettung von Willys-Overland eingeleitet. Die Entwicklung des B-70 begann bereits 1919 für die Willys Corporation, eine von der Willys-Overland Organisation unabhängige Holding im Besitz von John North Willys.
Das Fahrzeug sollte ursprünglich als Willys Six auf den Markt kommen. Für den Entwurf waren drei frühere Studebaker-Ingenieure verantwortlich, Fred Zeder, Owen Skelton und Carl Breer.
Als die Willys Corporation 1919 in die Insolvenz gegangen war, erwarb William C. Durant nach einer Bieterschlacht gegen Walter Chrysler (der nur am Willys Six interessiert war) deren moderne Fabrik in Elizabeth (New Jersey) samt mehreren Prototypen, darunter eben den Willys Six. Für seinen neuen Konzern benötigte er ein größeres und luxuriöseres Fahrzeug, mit dem er gegen Buick antreten wollte. So entstand der Flint Six. Mit dem neuen Konzept waren Zeder,  Skelton und Breer überhaupt nicht einverstanden, zumal viele ihrer innovativen Ideen herausgestrichen worden waren. Chrysler holte die drei zu Chalmers, wo sie ab Mitte 1923 die Entwicklung wieder an dem Punkt aufnahmen, an dem sie von Durant unterbrochen worden war. Im Januar 1924 wurde das fertige Produkt als Chrysler B-70 im Hotel Commodore anlässlich des New Yorker Automobilsalons feierlich der Öffentlichkeit präsentiert.
Bereits im ersten Produktionsjahr wurden neun verschiedene Karosserien (von Fisher Body Co.) angeboten. Die offenen Wagen hatten anfangs horizontal geteilte Windschutzscheiben. Der Erfolg war sensationell: Bis Ende 1924 wurden 32.000 Autos verkauft, ein neuer Rekord bei der Einführung eines neuen Modells. Mit der Einführung des B-70 stellte man die Produktion des Chalmers ein. Die Fahrzeugpreise begannen bei 1525 USD für den Roadster und endeten bei 3725 USD für das Town Car.
Folgende Modellvarianten waren verfügbar:
| Modell               | Türen | Sitzplätze | Listenpreis | Listenpreis |
| Modell               | Türen | Sitzplätze | 1924        | 1925        |
| -------------------- | ----- | ---------- | ----------- | ----------- |
| Coupé                | 2     | 4          | 1195 USD    | —           |
| Roadster             | 2     | 4          | 1525 USD    | 1625 USD    |
| Touring              | 4     | 5          | 1335 USD    | 1335 USD    |
| Phaeton              | 4     | 5          | 1395 USD    | 1495 USD    |
| Sedan                | 4     | 5          | 1625 USD    | 1825 USD    |
| Imperial Sedan       | 4     | 5          | 1895 USD    | 2065 USD    |
| Brougham             | 2     | 5          | 1795 USD    | 1965 USD    |
| Crown Imperial Sedan | 4     | 5          | 2195 USD    | 2195 USD    |
| Town Car             | 4     | 5          | 3725 USD    | 3725 USD    |
| Royal Coupé          | 2     | 4          | —           | 1895 USD    |
| Coach                | 2     | 5          | —           | 1545 USD    |

Die Wagen mit den Hochleistungsmotoren erreichten eine Höchstgeschwindigkeit von 70 bis 75 mph (112 bis 120 km/h), nur etwa 5 mph weniger als der Packard Single Eight mit seinem 8-Zylinder-Motor. Ralph DePalma gewann mit einem Wagen dieses Typs das Bergrennen von Mt. Wilson.
Im Folgejahr wurde aus der Chalmers Motor Car Company die Chrysler Corporation. Die Wagen wurden fast unverändert weitergebaut, lediglich die geteilte Windschutzscheibe bei den offenen Modellen wurde durch eine einteilige, oben angeschlagene Version ersetzt. Nach dem Chrysler die Kercheval Body Factory in Detroit übernahm, wurden ab Mitte 1925 eigene Karosserien hergestellt.

1926 ersetzte das Modell G-70 den B-70, von dem in zwei Jahren ca. 108.600 Stück gebaut worden waren.

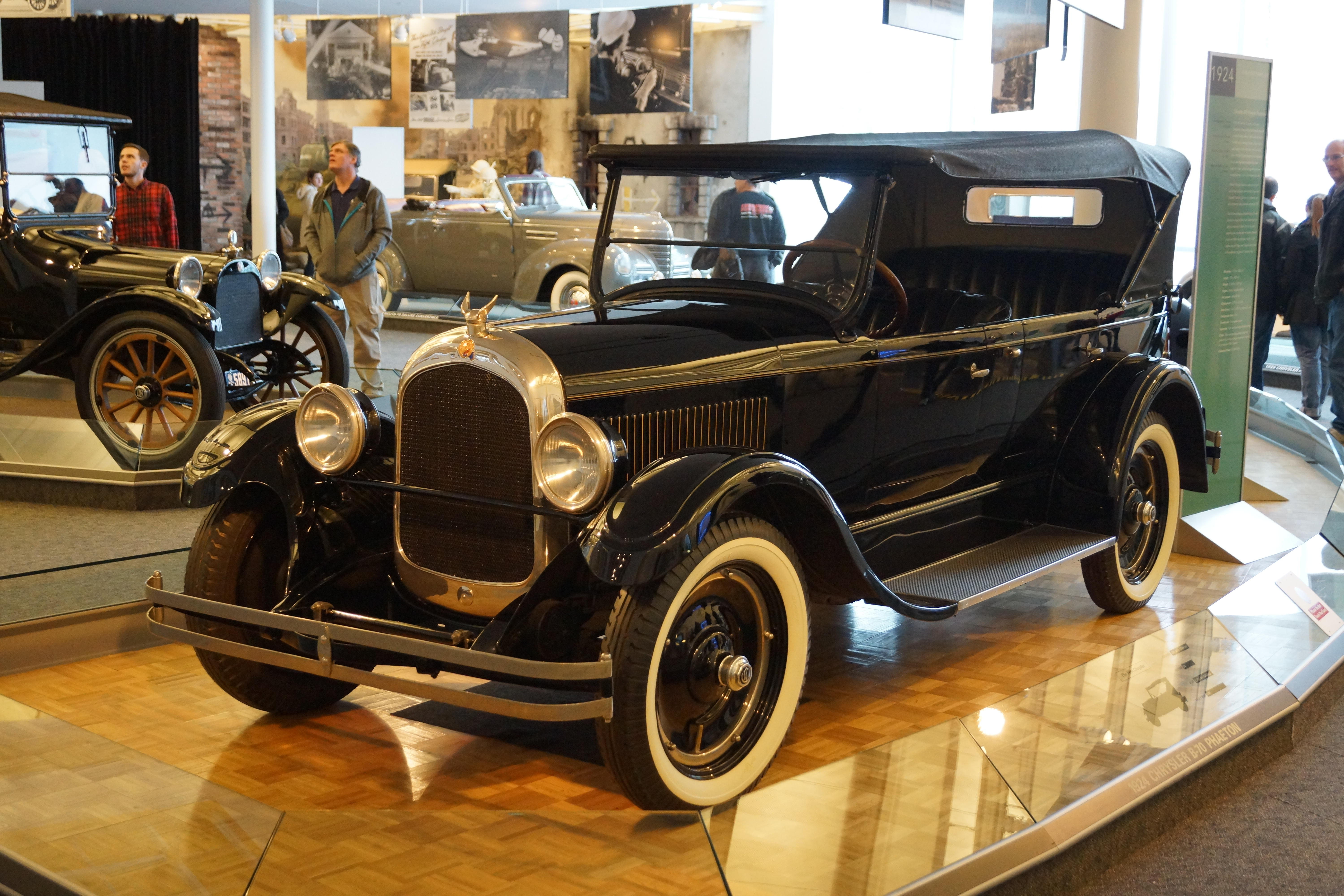
Phaeton
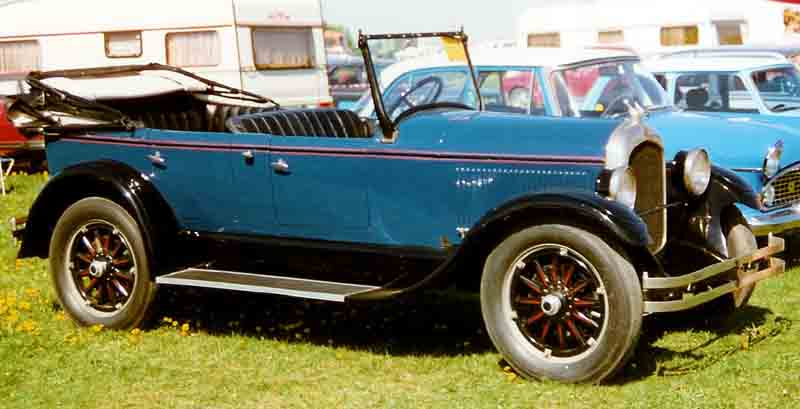
Touring
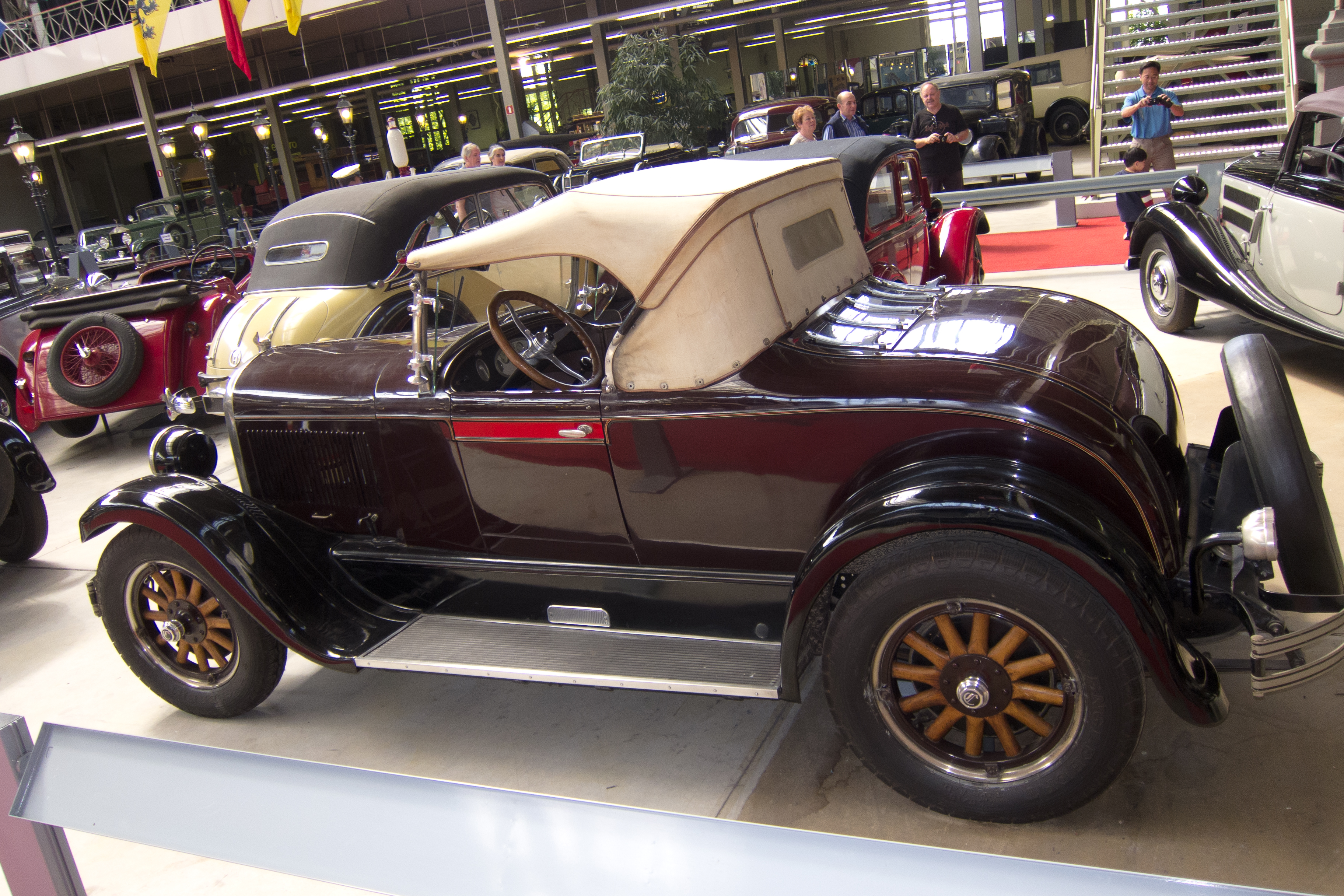
Roadster

## Technik
Der Wagen hatte einen für seine Klasse kleinen 6-Zylinder-Reihenmotor mit 3294 cm3 (201 in3) mit einer Bohrung von 76,2 mm (3") und einem Hub von 119,89 mm (4,75"). Er war aber mit 4,7 : 1 deutlich höher verdichtet als Motoren der Konkurrenz (um 4,0 : 1). Der Motor hatte stehende Ventile, Kolben aus Aluminium, Druckumlaufschmierung und einen Vergaser von Ball & Ball. Er gab eine maximale Leistung von 68 bhp (50 kW) bei 3000 min−1 ab. Über eine Einscheiben-Trockenkupplung und ein Dreiganggetriebe mit Mittelschaltung wurden die Hinterräder angetrieben. Zur Wahl standen Räder der Dimension 30 × 5,75 oder 29 × 4,5. Serienmäßig waren Stahlscheibenräder bei den offenen und Holzspeichenräder bei den geschlossenen Modellen montiert. Drahtspeichenräder waren optional erhältlich.
Der Chrysler B-70 war eines der ersten Serienautos mit hydraulisch betätigten Bremsen und das erste Mittelklasse-Auto mit „hoch“ verdichtetem Motor.